# Уровські Ключі
Уро́вські Ключі́ (рос. Уровские Ключі) — село у складі Нерчинсько-Заводського району Забайкальського краю, Росія. Адміністративний центр та єдиний населений пункт Уров-Ключівського сільського поселення.

## Населення
Населення — 332 особи (2010; 386 у 2002).
Національний склад (станом на 2002 рік):
- росіяни — 100 %